# Stereophonics
Stereophonics es una banda galesa de rock alternativo formada en 1992 en Cwmaman. En sus comienzos el grupo se hacía llamar "Tragic Love Company", nombre inspirado en tres de sus grupos favoritos: Tragically Hip, Mother Love Bone y Bad Company. Más tarde, inspirados en un gramófono de la abuela de Stuart, cambiaron el nombre por el actual. La agrupación ha gozado de bastante éxito a través de los años. Hasta la fecha han vendido alrededor de 40 millones de discos en el mundo
Stereophonics fue una de las primeras bandas en firmar por la discográfica de Richard Branson, V2, en agosto de 1996. Algunas de sus canciones más famosas son "Dakota", "Maybe Tomorrow" y "Have a nice day".
El grupo tiene un total de 114 canciones publicadas.
Son descritos a menudo como una banda de "Rock británico puro", sin embargo, a través de los años han desarrollado un sonido híbrido entre los subgéneros de Rock alternativo, Indie rock, Britpop y "Rock tradicional británico". El álbum debut de Stereophonics, Word Gets Around", fue lanzado en agosto de 1997 y alcanzó el número seis en las listas del Reino Unido, potenciados por los singles "Local Boy in the Photograph", "More Life in a Tramps Vest" y "A Thousand Trees".
Sumado a eso la banda también logró atención y un gran éxito con el lanzamiento de Performance and Cocktails" y sus respectivos singles promocionales "The Bartender and the Thief" y "Just Looking" en 1999. Hasta la fecha la banda ha logrado un total de quince singles entre los diez primeros de las listas Británicas, así como un número uno, con su canción Dakota de 2005, perteneciente a su álbum Language. Sex. Violence. Other?
el cual es el álbum más exitoso de la banda, con ventas estimadas en alrededor de 20 millones de copias en todo el mundo.
Asimismo "Stereophonics" ha sido considerado uno de los grupos musicales galeses más exitosos de la historia. Después de su lanzamiento de  Pull the Pin , se convirtieron en el octavo grupo en lograr el reconocimiento de posicionar cinco álbumes consecutivos como número uno en el Reino Unido, antes de ellos, lo habían logrado bandas como The Beatles, Led Zeppelin, ABBA, Génesis, Oasis, Pink Floyd y U2.
La banda también ha sido elogiada y aclamada por el alto nivel de sus presentaciones en vivo junto con su energía en sus shows, las cuales los han llevado a marcar presencia en muchos de los festivales de música más importantes del Reino Unido, Irlanda y el resto de Europa, tales festivales como el Reading and Leeds Festival en el año 2000, Glastonbury en 2002, el  Isla de Wight en 2004 y 2009, Oxegen en 2010 y Tramlines Festival Sheffield.

## Historia
En sus comienzos fueron teloneros de Manic Street Preachers y Ocean Colour Scene y colaboraron en conciertos junto a Doug Parmenter.
En febrero de 1998 recibieron un Premio Brit por Mejor Grupo Nuevo en la misma semana en que reeditaron "Local Boy in the Photograph" llegando al nº14 y su primer álbum llegó a las 100.000 copias. Durante ese año tuvieron exitosas giras por Australia, EE. UU. y Europa.
Siguiendo con su éxito de finales de 1998 con "The Bartender and the Thief", su segundo sencillo de Performance and Cocktails, "Just Looking", fue lanzado y alcanzó el n.º 4 en marzo de 1999. Ese mismo mes lanzaron anticipadamente el nuevo trabajo, entrando directamente a número 1 y en sólo 3 semanas llegando al disco de platino. A finales del año realizaron el considerado mejor concierto de ese mismo año en Gran Bretaña ante 50.000 personas en el Morfa Stadium en Swansea. Colaboraron también con Tom Jones para una canción del álbum de este (Reload).
La banda se mantuvo tranquila en 2000 y no hicieron muchas apariciones públicas hasta Just Enough Education to Perform en abril de 2001. Luego tocaron dos días consecutivos en Donington Park, teloneados por Ash, Black Crowes y Proud Mary ante 120,000 fanes y ese mismo verano en el Millennium Stadium de Cardiff ante 80.000.
2003 vio el lanzamiento de su cuarto disco You Gotta Go There To Come Back y un cambio de logo. Hacia finales de año hicieron una gira por el Reino Unido con todas las entradas vendidas, acabando con un concierto el día de Navidad en el Millennium Stadium, en Cardiff, teloneados por Feeder y Ocean Colour Scene. La canción "High as the Ceiling" fue incluida en un anuncio de la marca de automóviles Nissan en 2005.
Después de embarcarse en una gira mundial durante los años de 2003 y 2004, que culminó con una aparición en el festival Manchester Move en julio de 2004, la banda se tomó un merecido descanso.
El quinto álbum de estudio vio la luz en marzo de 2005 con el título Language. Sex. Violence. Other? con su nuevo baterista, el argentino/venezolano Javier Weyler. Alcanzaron el n.º 1 con su primer sencillo, "Dakota", la semana del 7 de marzo de 2005. Esta canción apareció en la B.S.O. del videojuego FIFA Manager 06. El enigmático título del disco se refiere al código de clasificación británico para las películas y DVD con contenido para adultos. El segundo sencillo, Superman, "fue una canción de relleno", que no repitió el éxito de "Dakota", aunque llegando a un meritorio puesto número 13, perjudicado por una escasa aparición en las emisoras que aumentó tras la aparición en el Live 8. Tras Superman vino "Devil", que llevaba consigo un polémico video, que incluía armas, Kelly siendo atado, y Kelly siendo golpeado por una dama de gran peluca rubia. Llegó al nº11.
El siguiente tema fue "Rewind", cuyo video, que es la continuación del de "Devil" (Aparece la frase "Continuará" al final del video de "Devil") fue estrenado en la web oficial de Stereophonics, el 27 de octubre a mediodía. Fue lanzado el 21 de noviembre.
El 2 de julio de 2005, el grupo apareció en el concierto Live 8, en Hyde Park, Londres, tocando frente a la mayor audiencia de la historia.
Su canción "Maybe tomorrow" se incluye en las películas "Crash" y "Wicker Park"
La banda anunció una gira por Europa a comienzos de 2006, como teloneros de Oasis. También han sido teloneros de U2 y Rolling Stones.
En 2009 las canciones "Dakota" y "A thousand trees" aparecen en el videojuego "Pro Evolution Soccer 2010".
El 5 de junio de 2010, Stereophonics tocó por primera vez en el Cardiff City Stadium. El concierto, en el marco del Summer in the City se tocó a sala llena ante 30 000 personas. Dos días después, el 7 de junio, el baterista original de la banda Stuart Cable fue encontrado muerto en su casa en Aberdare. Tenía 40 años.
A finales de 2012 la banda anunció el lanzamiento de un nuevo disco el año siguiente, como adelanto de este disco se lanzó como descarga gratuita y en una edición limitada en formato de vinilo su primer sencillo titulado "In a moment", posteriormente se lanzaría el nuevo álbum titulado "Graffiti on the train" el cual alcanzó la posición #3 en las listas del reino unido el 10 de marzo de 2013 vendiendo 45,935 copias en su primera semana.
En septiembre de 2017, lanzan un nuevo álbum, titulado "Scream above the sounds"

## Formación
- Kelly Jones (voz, guitarra y composición)
- Richard Jones (bajo y voz)
- Stuart Cable (batería) se apartó de la banda en diciembre de 2003 aduciendo compromisos y enfermedad y fue sustituido por el exbatería de los Black Crowes Steve Gorman en varias fechas de su gira. Stuart Cable, fue encontrado sin vida en Aberdare, Gales, Reino Unido, el 7 de junio de 2010
- Javier Weyler (batería) fue anunciado como sustituto de Stuart Cable en diciembre de 2004. La banda lo conoció cuando estaban grabando un demo, y se reencontraron con él a finales de 2003 cuando visitaron Argentina. El 19 de julio de 2012, Stereophonics anuncia mediante un comunicado oficial en su página web que Javier deja de ser el batería del grupo.
- Jamie Morrison, entró de batería en Stereophonics en 2012, después de abandonar la banda Noisettes
- Guitarrista solista Adam Zindani desde 2007

## Discografía

### Álbumes
- Word Gets Around (1997) n.º 6 en UK. 500 mil copias vendidas alrededor del mundo
- Performance and Cocktails (1999) n.º 1 en UK. 1 millón de copias vendidas alrededor del mundo
- Just Enough Education to Perform (2001) n.º 1 en UK, n.º 188 en USA. 3 millones de copias vendidas alrededor del mundo
- You Gotta Go There to Come Back (2003) n.º 1 en UK, n.º 48 en USA. 7 millones de copias vendidas alrededor del mundo.
- Language. Sex. Violence. Other? (2005) n.º 1 en UK, n.º 25 en USA. 20 millones de copias vendidas alrededor del mundo.
- Live From Dakota (2006)
- Pull the Pin (2007) n.º 1 en UK, n.º 45 en USA. 4 millones de copias vendidas alrededor del mundo
- Decade In The Sun: The Best Of Stereophonics (2008). 4 millones de copias vendidas alrededor del mundo
- Keep Calm and Carry On (2009) n.º 10 en UK, n.º 78 en USA. 700 mil copias vendidas alrededor del mundo
- Graffiti on the train (2013) n.º 3 en UK, n.º 35 en USA 2 millones de copias vendidas alrededor del mundo
- Keep the Village Alive (2015) n.º 1 en UK, n.º 40 en USA 2 millones de copias vendidas alrededor del mundo
- Scream Above the Sounds (2017) n.º 15 en UK, n.º 70 en USA 500 mil copias vendidas alrededor del mundo
- Kind (2019), n.° 1 en UK.
- Oochya! (2022).

### Sencillos
| Lanzamiento en Reino Unido: | Título:                                    | Posición más alta:  | Semanas en lista: |
| --------------------------- | ------------------------------------------ | ------------------- | ----------------- |
|                             | De Word Gets Around:                       |                     |                   |
| Noviembre de 1996           | "Looks Like Chaplin"                       | Sin puesto en lista | -                 |
| Marzo de 1997               | "Local Boy in the Photograph"              | Nº51                | 1                 |
| Mayo de 1997                | "More Life in a Tramp's Vest"              | Nº33                | 2                 |
| Agosto de 1997              | "A Thousand Trees"                         | Nº22                | 3                 |
| Octubre de 1997             | "Traffic"                                  | Nº20                | 3                 |
| Febrero de 1998             | "Local Boy in the Photograph" (reedición)  | Nº14                | 4                 |
|                             | De Performance and Cocktails:              |                     |                   |
| Noviembre de 1998           | "The Bartender and the Thief"              | N.º 3               | 12                |
| Febrero de 1999             | "Just Looking"                             | N.º 4               | 9                 |
| Mayo de 1999                | "Pick a Part That's New"                   | N.º 4               | 9                 |
| Agosto de 1999              | "I Wouldn't Believe Your Radio"            | Nº11                | 7                 |
| Noviembre de 1999           | "Hurry Up and Wait"                        | Nº11                | 8                 |
|                             | Sencillo fuera del álbum:                  |                     |                   |
| Marzo de 2000               | "Mama Told Me Not To Come" (con Tom Jones) | N.º 4               | 7                 |
|                             | De Just Enough Education to Perform:       |                     |                   |
| Marzo de 2001               | "Mr. Writer"                               | N.º 5               | 12                |
| Junio de 2001               | "Have a Nice Day"                          | N.º 5               | 9                 |
| Septiembre de 2001          | "Step on My Old Size Nines"                | Nº16                | 5                 |
| Diciembre de 2001           | "Handbags and Gladrags"                    | N.º 4               | 15                |
| Abril de 2002               | "Vegas Two Times"                          | Nº23                | 2                 |
|                             | De You Gotta Go There to Come Back:        |                     |                   |
| Mayo de 2003                | "Madame Helga"                             | N.º 4               | 4                 |
| Julio de 2003               | "Maybe Tomorrow"                           | N.º 3               | 8                 |
| Noviembre de 2003           | "Since I Told You It's Over"               | Nº16                | 4                 |
| Febrero de 2004             | "Moviestar"                                | N.º 5               | 5                 |
|                             | De Language. Sex. Violence. Other?:        |                     |                   |
| Marzo de 2005               | "Dakota"                                   | N.º 1               | 18                |
| Junio de 2005               | "Superman"                                 | Nº13                | 4                 |
| Septiembre de 2005          | "Devil"                                    | Nº11                | 2                 |
| Noviembre de 2005           | "Rewind"                                   | Nº17                | 2                 |

### DVD
- Live at Cardiff Castle (1998)
- Live at Morfa Stadium (1999)
- Call Us What You Want But Don't Call Us in the Morning (2000)
- A Day at the Races (2002)
- Rewind: the first 10 years (2007)